# Municipio Urdaneta (Miranda)
El Municipio Urdaneta es uno de los 21 municipios que integran el Estado Miranda, Venezuela se encuentra al oeste de dicha entidad. Posee una superficie de 273 km² y una población según estimaciones de 2023 de 170 432 habitantes, lo que representa el 5,1 % de la población total del estado. Su capital es la ciudad de Cúa. El nombre del Municipio fue puesto en honor al General Rafael Urdaneta (1788-1845), uno de los militares más activos de la Guerra de Independencia.

## Límites
Sus límites son: 
- Norte con los municipios Cristóbal Rojas y Guaicaipuro
- Sur con el Municipio San Casimiro (estado Aragua)
- Este con el Municipio Lander
- Oeste con Municipio Guaicaipuro del Estado Miranda.[4]

Las principales vías de comunicación son la carretera Charallave- Cúa que comunica esta ciudad con el resto de los valles del Tuy Caracas, además de la conexión con la Autopista Regional del Centro a través de los distribuidores La Peñita y Los Totumos; la vía hacia San Casimiro y Pardillal (estado Aragua) y las vías hacia Ocumare del Tuy y Tácata.  

## Economía
El municipio posee grandes estructuras industriales, remanentes de una urbanización planificada con fines industriales que tuvo un papel destacado en el desarrollo económico de la zona. Estas instalaciones formaron parte de un polígono industrial activo durante varias décadas, albergando empresas manufactureras, logísticas y de servicios.
Sin embargo, en la actualidad, muchas de las empresas que operaban en este complejo han cesado sus actividades, debido a diversos factores económicos, logísticos y estructurales. A pesar de ello, las edificaciones aún permanecen como testimonio del pasado industrial del municipio, y representan un potencial espacio para proyectos de reactivación económica o reconversión urbana.

## Historia

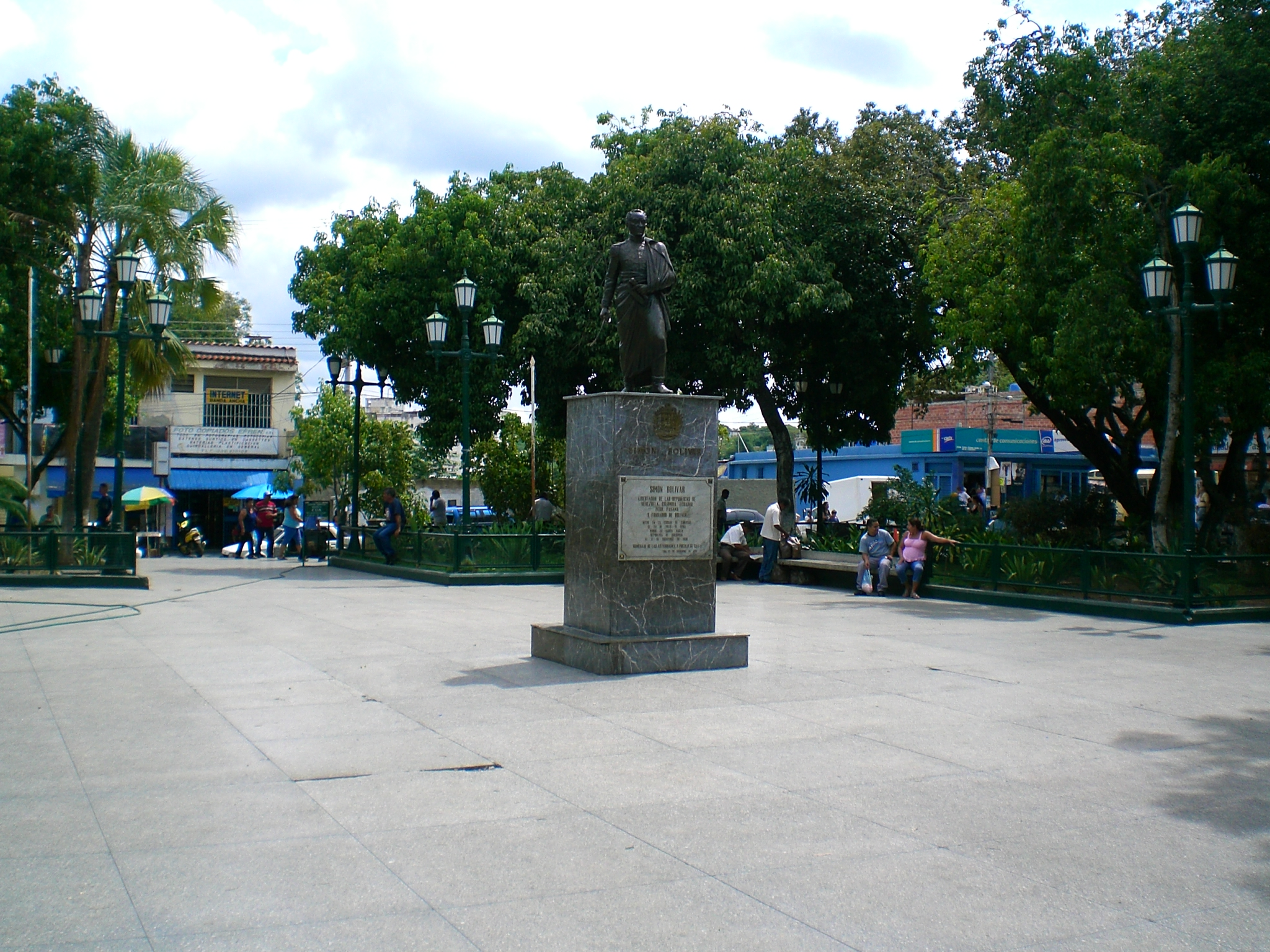
Plaza Bolívar de Cúa, Municipio Urdaneta.

La historia del municipio se remonta hacia el año 1690. En las tierras del primer Marqués del Toro, específicamente en la hacienda Marín, por iniciativa de los trabajadores del lugar se funda la población Santa Rosa del Valle de Marín, así inscrita en diferentes documentos hasta el siglo XIX, en el cual se empieza a nombrar como Parroquia de Marín Elevada a parroquia, desde 1752 cuando aparece en los libros parroquiales. Cúa, la que llamaran "La Perla del Tuy .

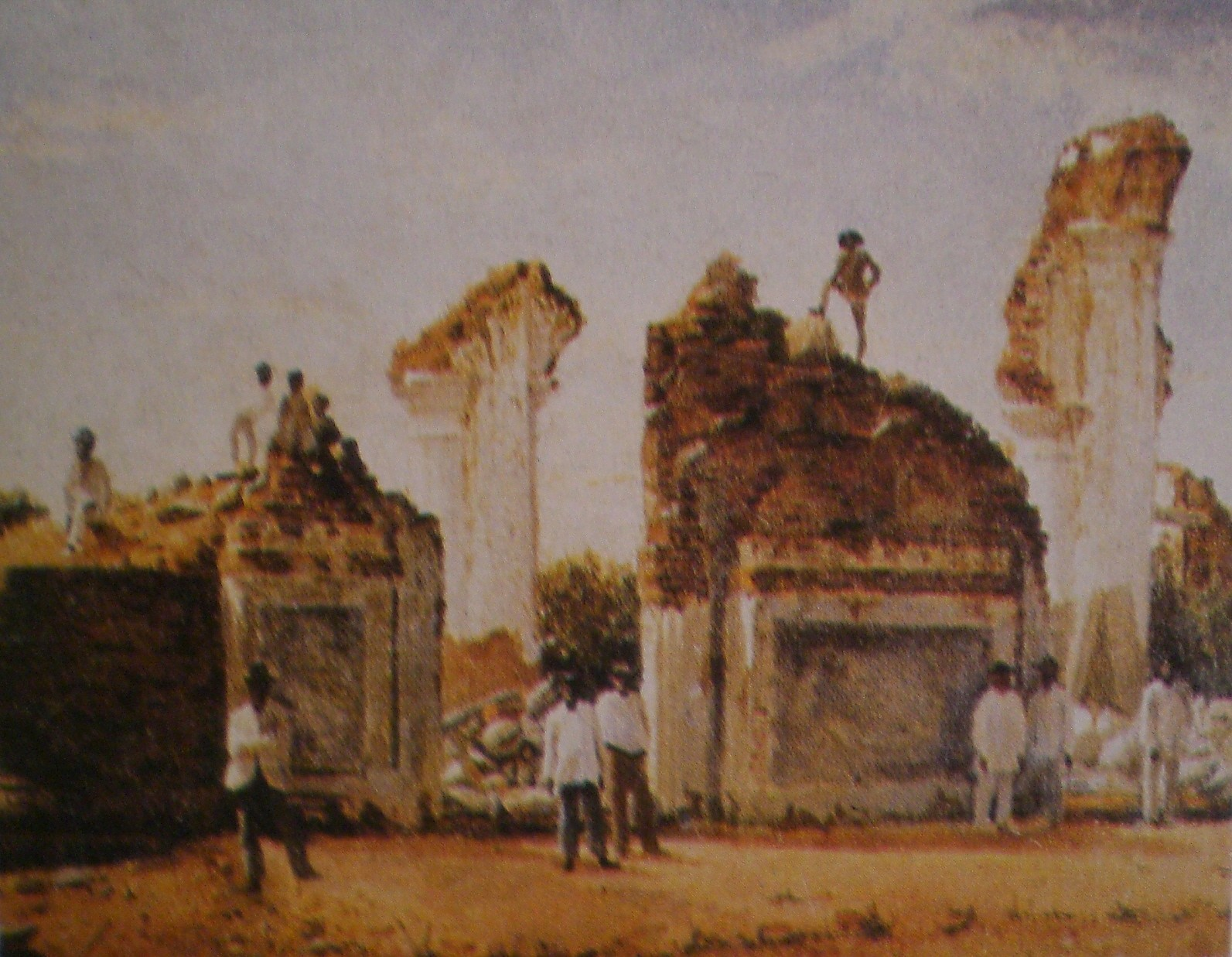
Ruinas de Cúa después del terremoto de 1878. Óleo de Cristóbal Rojas, 1882

En 1887 en los valles del Tuy ocurrió un fuerte terremoto con epicentro en Cúa pero que afecto a otras localidades, Charallave, Ocumare, Yare, Santa Lucía y otras poblaciones sufrieron daños como consecuencia de un fuerte temblor.
En la actualidad, Cúa al igual que otras localidades de los Valles del Tuy, es una ciudad satélite de Caracas, ya que gran parte de su población trabaja y estudia en la capital de Venezuela

## Política y gobierno

### Alcaldes
| Período                            | Alcalde                 | Partido político / Alianza | % de votos | Notas |
| ---------------------------------- | ----------------------- | -------------------------- | ---------- | --- |
| 1989 - 1992                        | Jesús María Rangel      | MAS                        | 30,07      | Primer alcalde bajo elecciones directas |
| 1992 - 1995                        | Jesús María Rangel      | MAS                        | 33,69      | Reelecto |
| 1995 - 2000                        | Miguel Martínez Saturno | CONVERGENCIA               | -          | Segundo alcalde bajo elecciones directas (se realizaron elecciones generales adelantadas en el 2000 debido a la aprobación de la Constitución de 1999) |
| 2000 - 2004                        | Jorge Castro            | MVR                        | 35,80      | Tercer alcalde bajo elecciones directas |
| 2004 - 2008                        | Jorge Castro            | MVR                        | 42,32      | Reelecto |
| 2008 - 2013                        | Edicson Sarmientos      | PSUV                       | 67,18      | Cuarto alcalde bajo elecciones directas (se postergan 1 año las elecciones municipales pautadas para finales del 2012)                                 |
| 2013 - 2017                        | Adyaniz Noguera         | PSUV                       | 56,56      | Quinto alcalde bajo elecciones directas |
| 2017 - 2021                        | Gabriela Simoza         | PSUV                       | 74,39      | Sexto alcalde bajo elecciones directas |
| 2021 - 2025                        | Jonatan Herrera         | PSUV                       | 51,34      | Séptimo alcalde bajo elecciones directas |
| Fuente: Consejo Nacional Electoral |                         |                            |            | |

### Concejo Municipal
| Período     | Concejales                                 | Partido político / Alianza | Notas          |
| ----------- | ------------------------------------------ | -------------------------- | -------------- |
| 2021 - 2025 | José Pérez, María González, Juan Rodríguez | PSUV, AD, Copei            | Concejo actual |

### Concejo municipal
Período 2021 - 2025
| Concejales          | Partido político / Alianza |
| ------------------- | -------------------------- |
| José Acero          | PSUV                       |
| Hidalia Vasquez     | PSUV                       |
| Desiree Lavarte     | PSUV                       |
| Alexander Hernández | PSUV                       |
| Dagsi Rodríguez     | PSUV                       |
| Jhonmar Delgado     | PSUV                       |
| Pedro Sierra        | PSUV                       |
| Luis Sarrameda      | FV                         |
| Moravia Penoucos    | FV                         |

## Sitios de interés

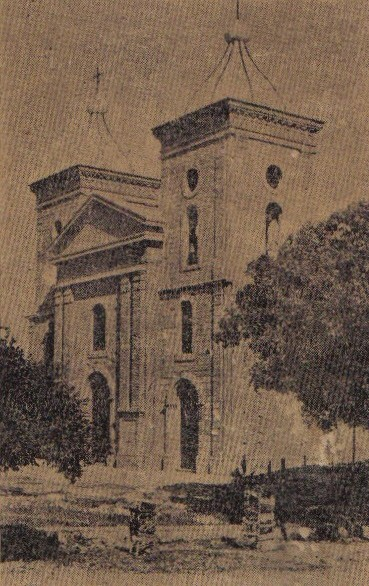
Fotografía de finales del de la iglesia de Nuestra Señora del Rosario en Cúa

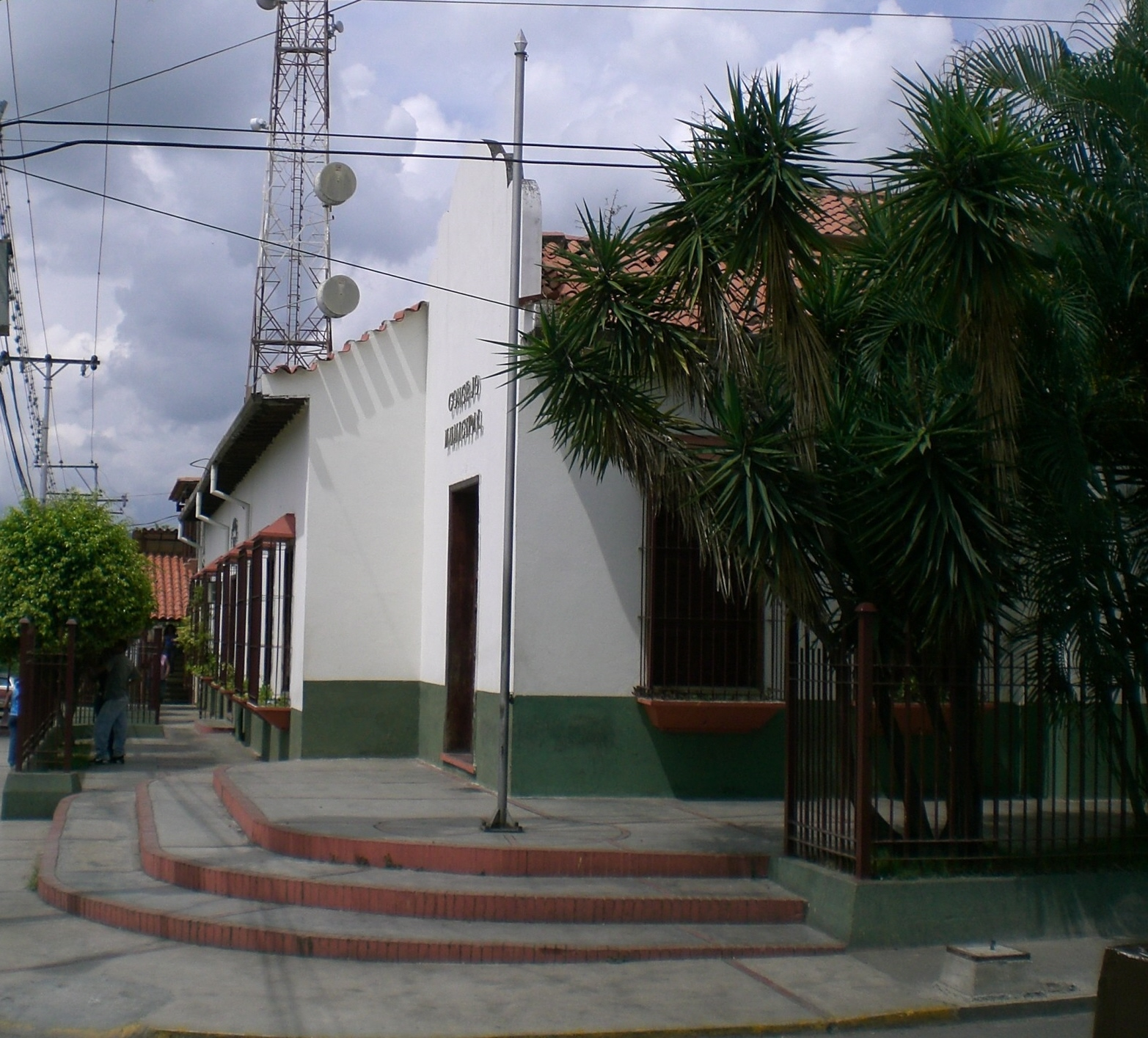
Consejo Municipal de Cúa

### Alcaldía
Actualmente su alcalde es Jonatan Herrera, del Partido Socialista Unido de Venezuela(PSUV).

### Parroquias
- Cúa
- Nueva Cúa

### Comunas
- Aparay
- Aragüita
- El Conde
- La Fila
- La Magdalena
- La Mata
- La Morita
- Lomas de Betania
- La Vega
- Villa Falcón
- Ciudad Zamora
- Las Mesetas
- Las Brisas
- Las Mercedes
- Lecumberry
- Los Rosales
- Marín
- Mume
- Nueva Cúa
- Petarito
- Pueblo Nuevo
- Quebrada de Cúa
- El Ponsigue
- San Antonio de Cúa
- San Miguel
- Santa Cruz
- Santa Rosa
- Pinto Salinas
- Sutil
- Terrazas de Cúa

### Principales avenidas

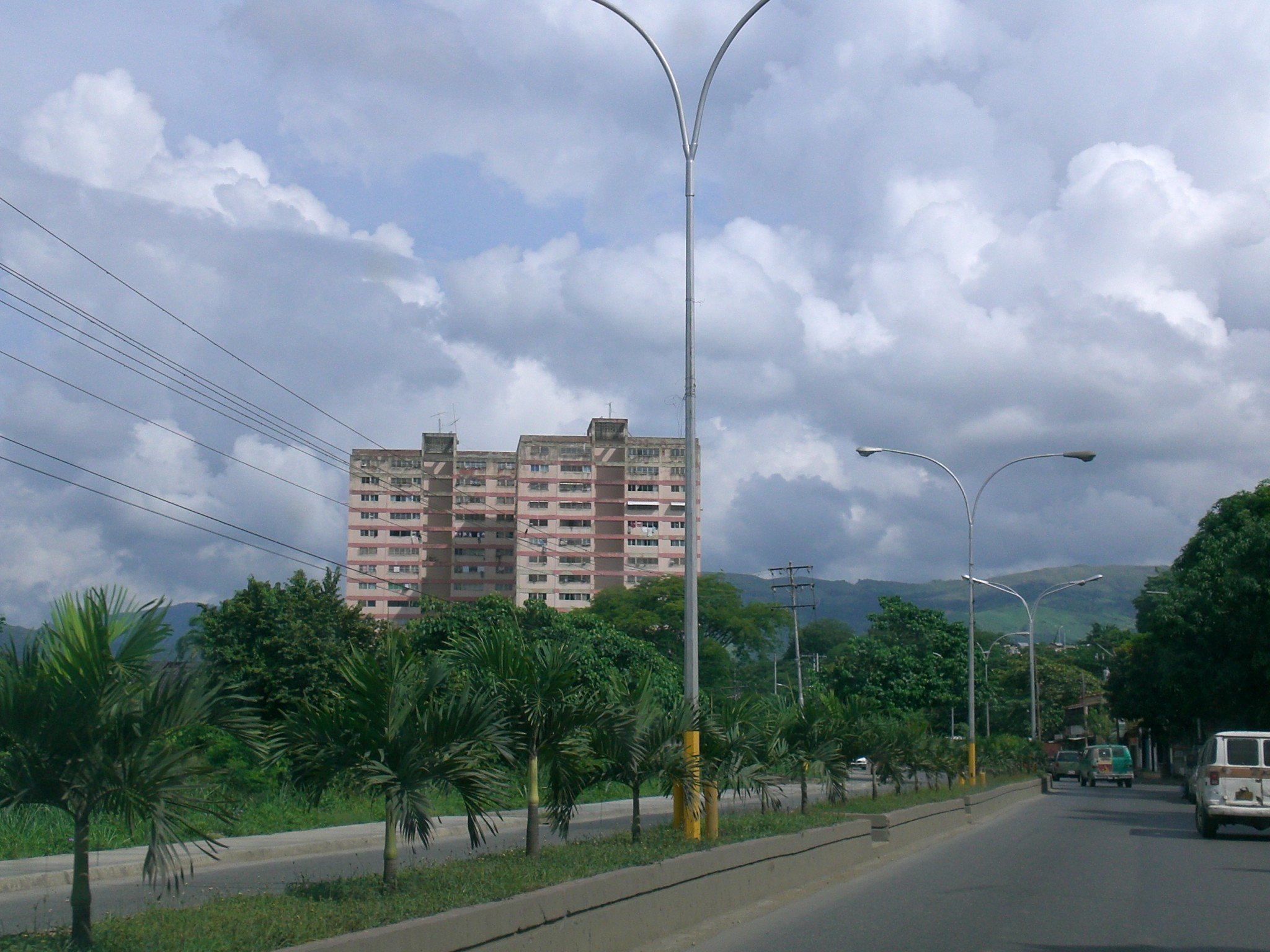
Avenida Perimetral de Cúa

- Avenida Perimetral (avenida Los Próceres)
- Avenida Monseñor Pellín
- Avenida Principal de Santa Rosa
- Calle Teodosio Angelino (La Vega)
- Calle José María Carreño
- Calle El Rosario
- Calle El Carmen
- Calle El Centro
- Calle Lecumberry
- Calle San Rafael
- Calle Juan España
- Calle Zamora

## Empresas e Industrias
En Cúa encontramos algunas zonas industriales de mediana importancia, como la Zona Industrial Marín, ubicada en la carretera Cúa, San Casimiro. En esta ciudad se encuentran PAVCO, FAACA, así como se tenía planificado construir el complejo tecnológico Ezequiel Zamora.